# Alexandru Badea
Alexandru Badea  (n. 8 martie 1938, Bilciurești, România – d. 17 iulie 1986, Ploiești, România) a fost un fotbalist român, care în perioada sa de glorie a activat la clubul Petrolul Ploiești. Badea s-a născut în comuna Bilciurești,  județul Prahova. A devenit maestru al sportului. După încheierea activității sportive ca jucător a activat și ca antrenor.
A început  să practice  fotbalul în 1952 la echipa de juniori a clubului Flacăra Moreni, iar în 1954 a schimbat la o altă echipă din localitate, G.R.T. Moreni, de unde a revenit în 1957 la Flacăra Moreni.
În 1958 Alexandru Badea se transferă la Petrolul Ploiești unde, mai întâi joacă extremă dreaptă, iar apoi inter și vârf, formând cu Mircea Dridea un cuplu de atacanți de succes în istoria clubului ploieștean. Cu Petrolul, Badea realizează două mari performanțe: câștigarea Cupei României (1962–1963) și a Campionatului Național (1965–1966).
A jucat de patru ori în echipa națională a României.